# Anders Johansson (kriminalreporter)
Anders Johansson, född 1964, är en svensk kriminalreporter som arbetat för Aftonbladet sedan 1990. Han belönades med Guldspaden 2015 och 2019.

## Biografi
Anders Johansson är född och uppvuxen i Hultsfred. Det var också där han började som journalist, innan han via Expressen och Metro kom till Aftonbladet 1990. Han har mestadels arbetat som kriminalreporter, men även gjort reportage om kriminalfall.
Under sitt arbete som kriminalreporter kom Johansson flera gånger i kontakt med Daniel Webb, som kallats maffians livvakt. I samband med boken Den motvillige monarken försökte vänner till kung Carl XVI Gustaf köpa loss bevis från kriminella ledare. Dessa vänner frågade då Daniel Webb, som menade att han hade kontakterna till det.
Under samtal mellan Webb och Johansson beslöt de sig för skriva en reportagebok med tyngdpunkt på dessa händelser, men även om Daniel Webbs liv. Boken kom ut 2012 och fick titeln Livvakten - Vägen till monarken.
År 2015 började han granska om Samir Sabri verkligen var skyldig till mordet på sin styvmamma 1986. Han gjorde det i podcastformat och han kallade programserien Fallet. Samir Sabri dömdes 1986 för mordet när han var 15 år gammal efter eget erkännande och dömdes till ungdomsvård. Han tog tillbaks erkännandet redan 1988 och hävdade att det var pappan som gjort det och hotat döda honom och hans yngre bror annars. Han menade också att det gjort honom till grovt kriminell i vuxen ålder, innan han kunde leva hederligt. Granskningen i podcasten resulterade i en resning där Samir Sabri efter 30 år friades från mordet. Podcasten och granskningen belönades med Guldspaden 2015, i kategorin Webb. Materialet från granskningen ledde till boken Fallet Samir som kom ut 2017. År 2021 gjordes en uppföljning i tre avsnitt som beskriver hur Samir Sabri försöker få skadestånd och en ursäkt från staten. Den slutar med att han får skadestånd i Hovrätten, men ingen direkt ursäkt, samt att staten överklagar till Högsta domstolen. I Högsta domstolen nekades han sedan skadestånd.
Johansson medverkade också i Aftonbladets granskning Maktens kvitton, en reportageserie som granskade hur riksdagsledamöter tagit ut ersättning för utlägg i arbetet för saker de gjort privat, och tagit ut andra otillbörliga eller tveksamma bidrag och ersättningar. Granskningen ledde till fem riksdagsledamöters avgång, och belönades bland annat med Guldspaden 2019.
I december 2020 startade Johansson podcasten Aftonbladet krim, som han också programleder.